# Elizabeth Czerczuk
Elizabeth Czerczuk (* in Breslau) ist eine polnisch-französische Schauspielerin, Tänzerin, Regisseurin und Theaterleiterin.
Czerczuk studierte an der staatlichen Theaterhochschule in Krakau (Państwowa Wyższa Szkoła Teatralna, heute: Akademia Sztuk Teatralnych) und setzte ihre Ausbildung ab 1991 als Stipendiatin des französischen Staates am Conservatoire national supérieur d’art dramatique bei Daniel Mesguich, Philippe Adrien und Jean-Pierre Vincent fort. Sie besuchte auch die Pantomimeschule von Marcel Marceau und vervollkommnete ihre Ausbildung an der Comédie-Française in Inszenierungen von Mesguich und Karine Saporta. In Polen trat sie unter der Leitung von Regisseuren wie Jerzy Stuhr, Waldemar Śmigasiewicz und Jerzy Grotowski auf.
1992 gründete sie eine eigene Kompagnie, mit der sie Stücke wie Le Cri d’Ophélie (nach Étude sur Hamlet von Stanisław Wyspiański), Matka von Stanisław Ignacy Witkiewicz und Dziady von Adam Mickiewicz (zu dessen 200. Geburtstag 1998) aufführte. Nach dem Tod von Henryk Tomaszewski übernahm sie 2001 die Leitung von dessen Pantomimen-Theater Breslau.
Im Rahmen des Programms Kultur 2007–2013 der Europäischen Kommission leitete sie das Projekt Homme@Home, l’Homme face aux éléments, an dem Carolyn Carlson, Pénélope Iliaskou, Hassan Kouyaté und Karine Saporta mitwirkten. 2016 begann sie ein work in progress an der Société de Curiosités. Seit 2013 ist sie Besitzerin des Théâtre Laboratoire Elizabeth Czerczuk.